# Poindexter Peak
Der Poindexter Peak ist ein 1215 m hoher Berg im westantarktischen Marie-Byrd-Land. Er ragt 6 km südöstlich des Bennett Bluff an der Westflanke des oberen Abschnitts des Berry-Gletschers auf.
Der United States Geological Survey kartierte ihn anhand eigener Vermessungen und mittels Luftaufnahmen der United States Navy aus den Jahren von 1959 bis 1965. Das Advisory Committee on Antarctic Names benannte ihn 1966 nach dem Meteorologen Monte F. Poindexter, der 1962 im Rahmen des United States Antarctic Research Program auf der Byrd-Station tätig war.